# Steven Van Vooren
Steven Van Vooren (* 5. Oktober 1986 in Gent) ist ein ehemaliger belgischer Straßenradrennfahrer.

## Sportliche Laufbahn
Steven Van Vooren belegte 2004 bei der Flandern-Rundfahrt der Junioren den zweiten Platz. In der Saison 2008 gewann er jeweils eine Etappe bei der Tour de la Manche und bei der Tour of Pennsylvania. Bei der Ronde van Antwerpen gewann er den Prolog, sowie die zweite Etappe und belegte am Ende in der Gesamtwertung den dritten Platz. 2009 gewann er die Gesamtwertung der Ronde de l’Oise. 2013 beendete er im Alter von 27 Jahren seine Radsportlaufbahn.

## Erfolge
2008
- eine Etappe Tour of Pennsylvania

2009
- Gesamtwertung Ronde de l’Oise